# Yuanshen Tiyuchang
Yuanshen Tiyuchang (chiń. 源深体育中心站站) – stacja początkowa metra w Szanghaju, na linii 6. Zlokalizowana jest pomiędzy stacjami Minsheng Lu i Shiji Dadao. Została otwarta 29 grudnia 2007.